# 북부구 (이스라엘)
북부구(히브리어: מחוז הצפון, 아랍어: اللواء الشمالي)는 이스라엘을 구성하는 6개 행정구 가운데 하나로, 이스라엘 북부에 위치하고 있다. 행정 중심지는 나사렛이며 인구는 1,401,300 명(2016년 기준), 면적은 4,478 km2(육지 면적 기준, 수면적을 포함할 경우 4,638 km2)이다. 북부구 인구 가운데 52.5%는 아랍인이며 44.2%는 유대인이다.
1981년 이스라엘이 골란고원(면적 1,154 km2)을 사실상 자국 영토로 병합했지만 대외적으로 인정받지 못하고 있으며 골란고원을 제외한 북부구 면적은 3,324 km2(육지 면적 기준, 수면적을 포함할 경우 3,484 km2)이다.

## 같이 보기
- 갈릴리